# Gaina
Gaina a fost un conducător de oști got, arian, la curtea împăratului Arcadius din Constantinopol (sfârșitul secolului al IV-lea), pe vremea arhiepiscopului Ioan Gură de Aur. Gaina cerea împăratului și patriarhului biserică ariană, în schimb pentru serviciile militare aduse scaunului împărătesc. După  mai multe încercări, întreprinse de patriarh spre a-l converti la creștinismul ortodox, în timpul unei călătorii pe care o făcea fără gărzi în afara Constantinopolului a fost prins de către un detașament de ostași trimiși de împărat și ucis. Gaina este considerat unul dintre marii eroi goți.